# ジャバルプル車両工場
ジャバルプル車両工場（ヒンディー語:वाहन निर्माणी जबलपुर 英語:Vehicle Factory Jabalpur, VFJ）は、インド、マディヤ・プラデーシュ州ジャバルプルに本拠を置く軍用車両（トラック）メーカー。インド国防省の傘下組織である兵器工場委員会（Ordnance Factory Board）によって管理される国有企業である。

## 歴史
ガン・キャレッジ工場・ジャバルプル（Gun Carriage Factory Jabalpur / GCF Jabalpur）として知られ、1904年、イギリス系インド人によって確立したインド最古となる防衛産業都市で1959年からトラック製造を行っていた組織が前身となっており、1969年にインド軍の輸送要求を満たすため、インド国防省によって国有企業として正式に発足。責任者は国防省の傘下組織である兵器工場委員会から派遣されている。1965年から1999年まではSUVの製造も行っていた。工場は各種製造機械を保有しており、設計開発から製造に至るまで一切外部に頼ることなく車両製造を行うことが可能となっており、インド政府機関である国立試験・校正機関認定委員会（National Accreditation Board for Testing and Calibration Laboratories, NABL）によってISO 9001-2000の認証を受けている。インド軍の主要サプライヤーであり、製造された車両は全て軍に納入されるため民間向けの販売は一切行っていない。
1959年に初めて製造されたトラックはドイツの大手トラックメーカーであるMANが製造したMAN 415 L1 ARをライセンス生産したシャクティマン（Shaktiman）と、日産が製造したNissan 4W73 Carrier（日産・パトロール）のライセンス生産である1トンのライト・ユティリティ・トラックとなるジョンガ（Jonga）であった。近年では自国メーカーであるアショック・レイランドやタタ・モーターズの車両をベースに開発が行われている。

## 製品
- MPV[10] - MRAP装甲総輪車
- Stallion[11] - スタリオントラック
- LPTA[12] - 貨物トラック
- 2KLWB[13] - 2kℓタンカー
- 5KLWB[14] - 5kℓタンカー

## 画像

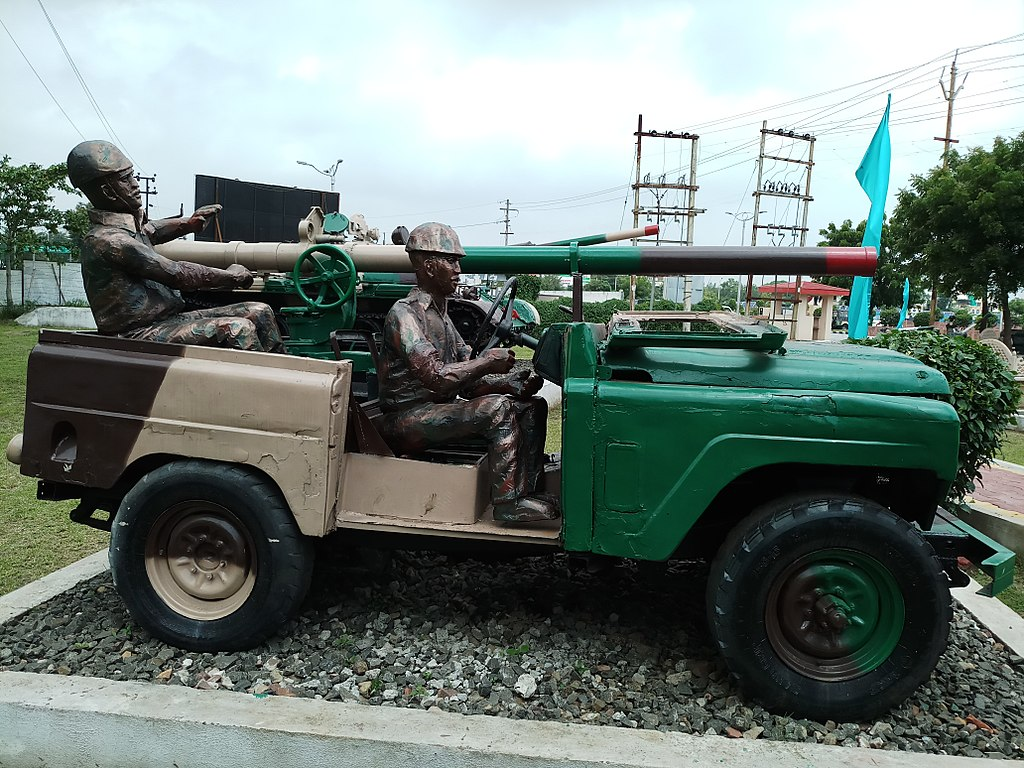
ジョンガLUT
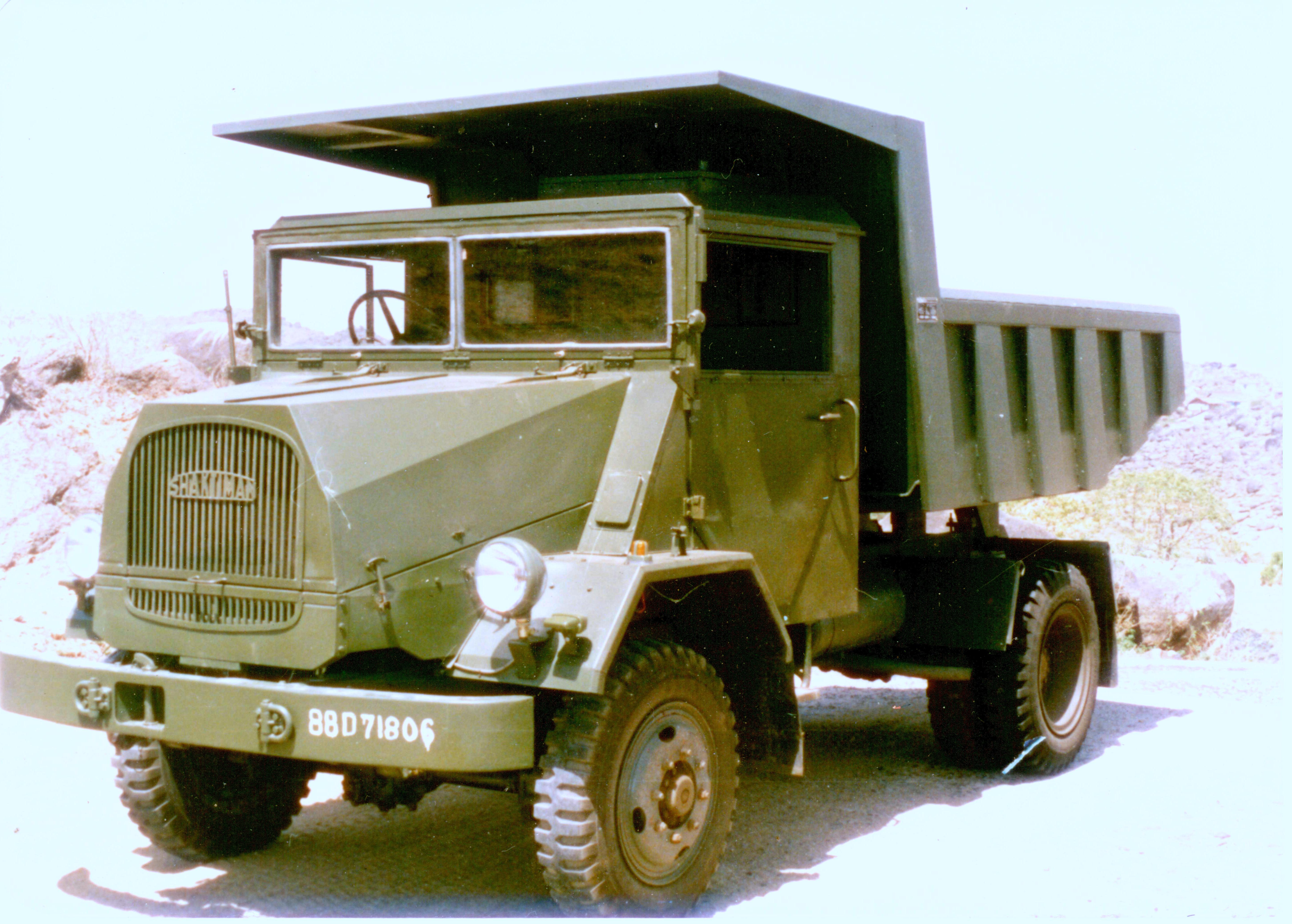
シャクティマン
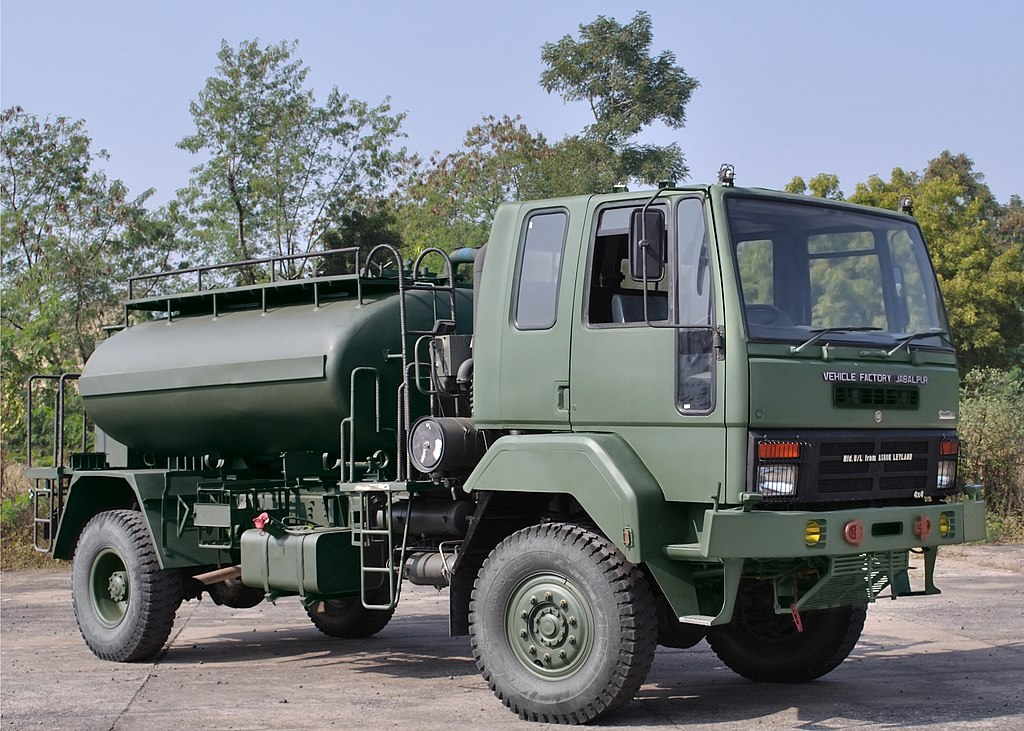
5kℓタンカー
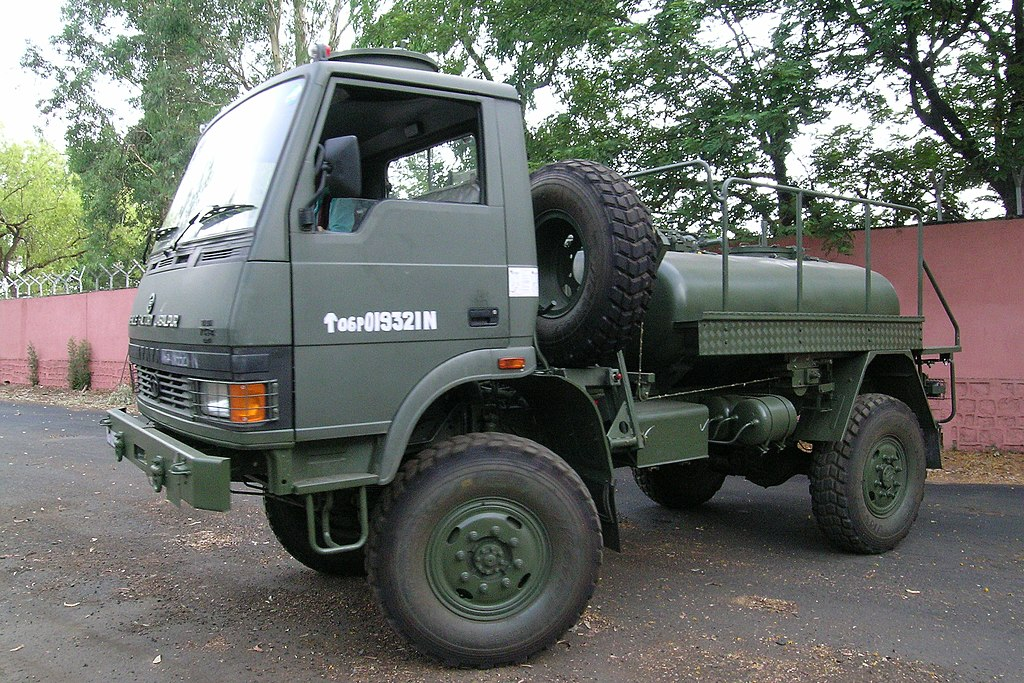
2kℓタンカー
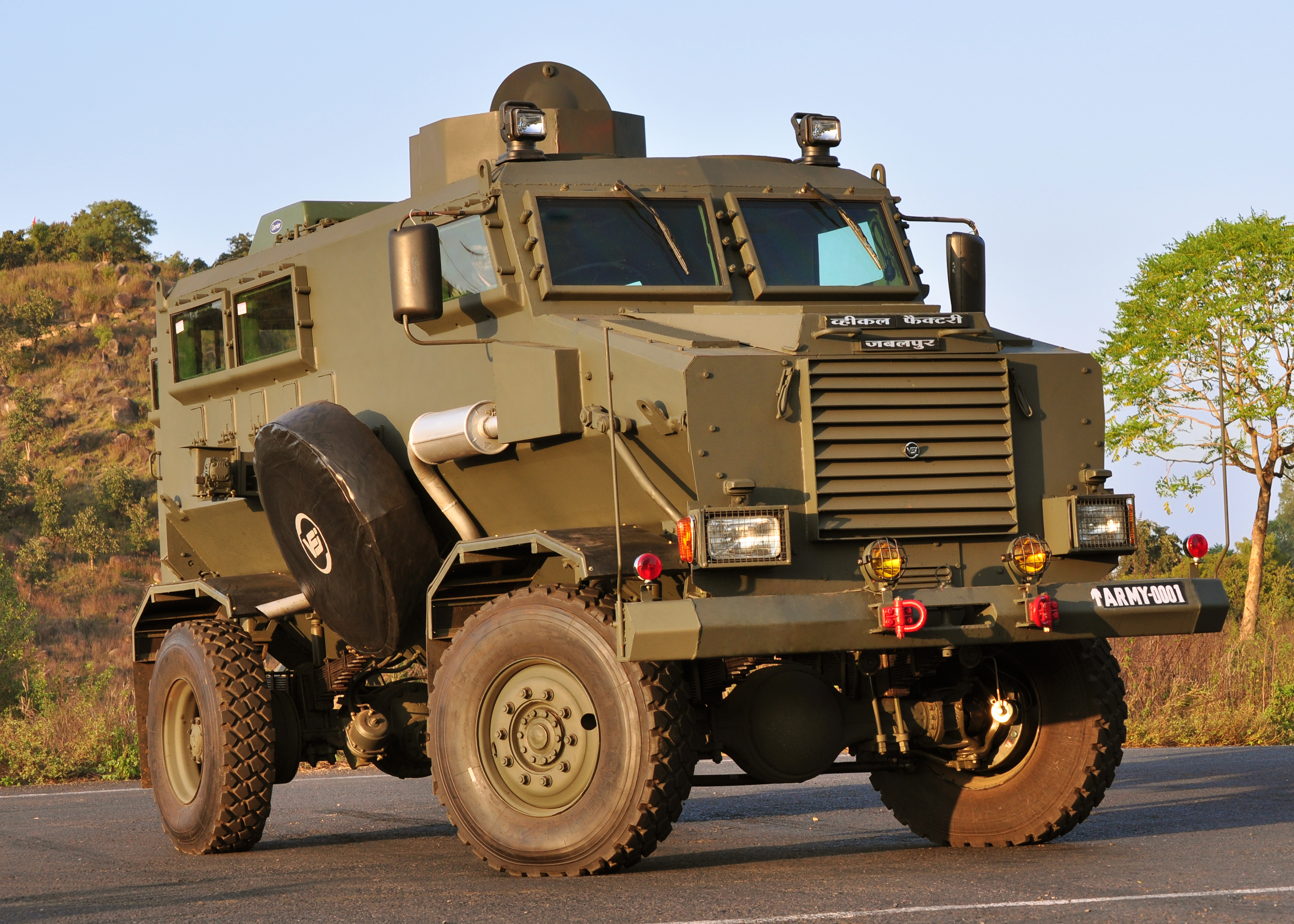
MRAP装甲総輪車MPV
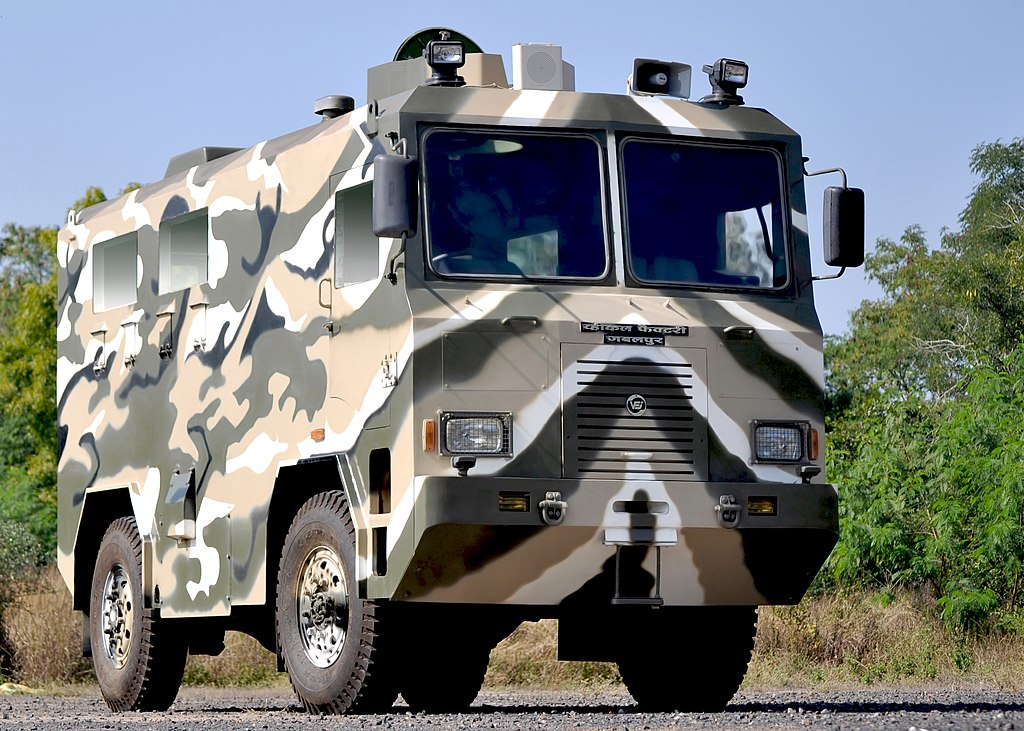
4X4 防弾車両
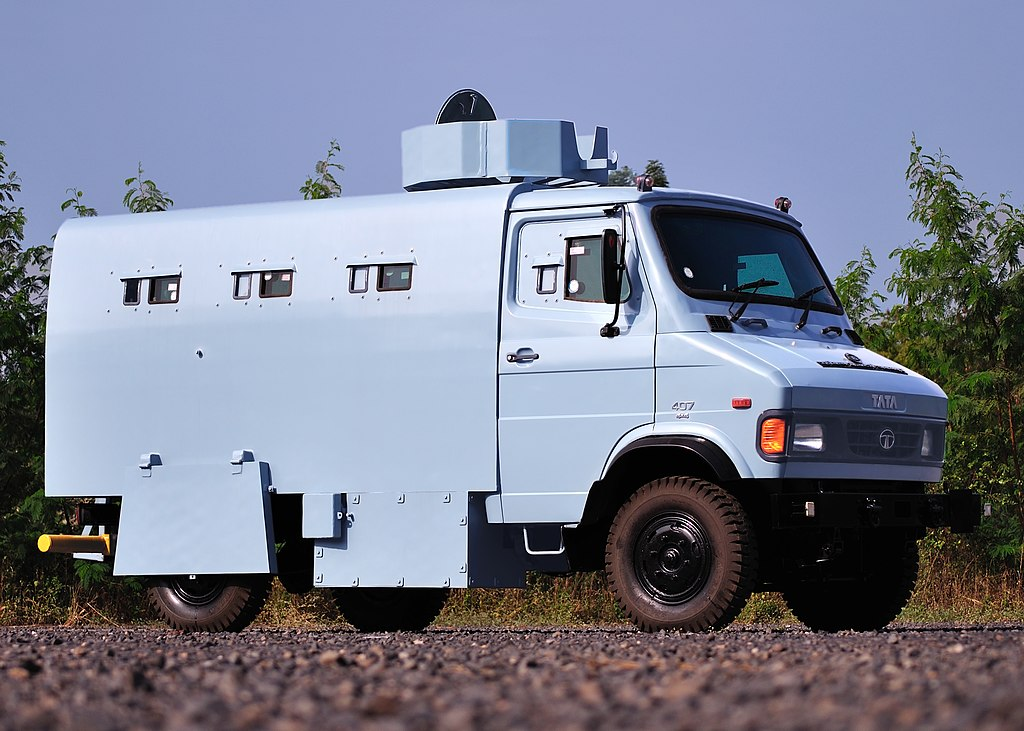
4X4 暴動鎮圧車両
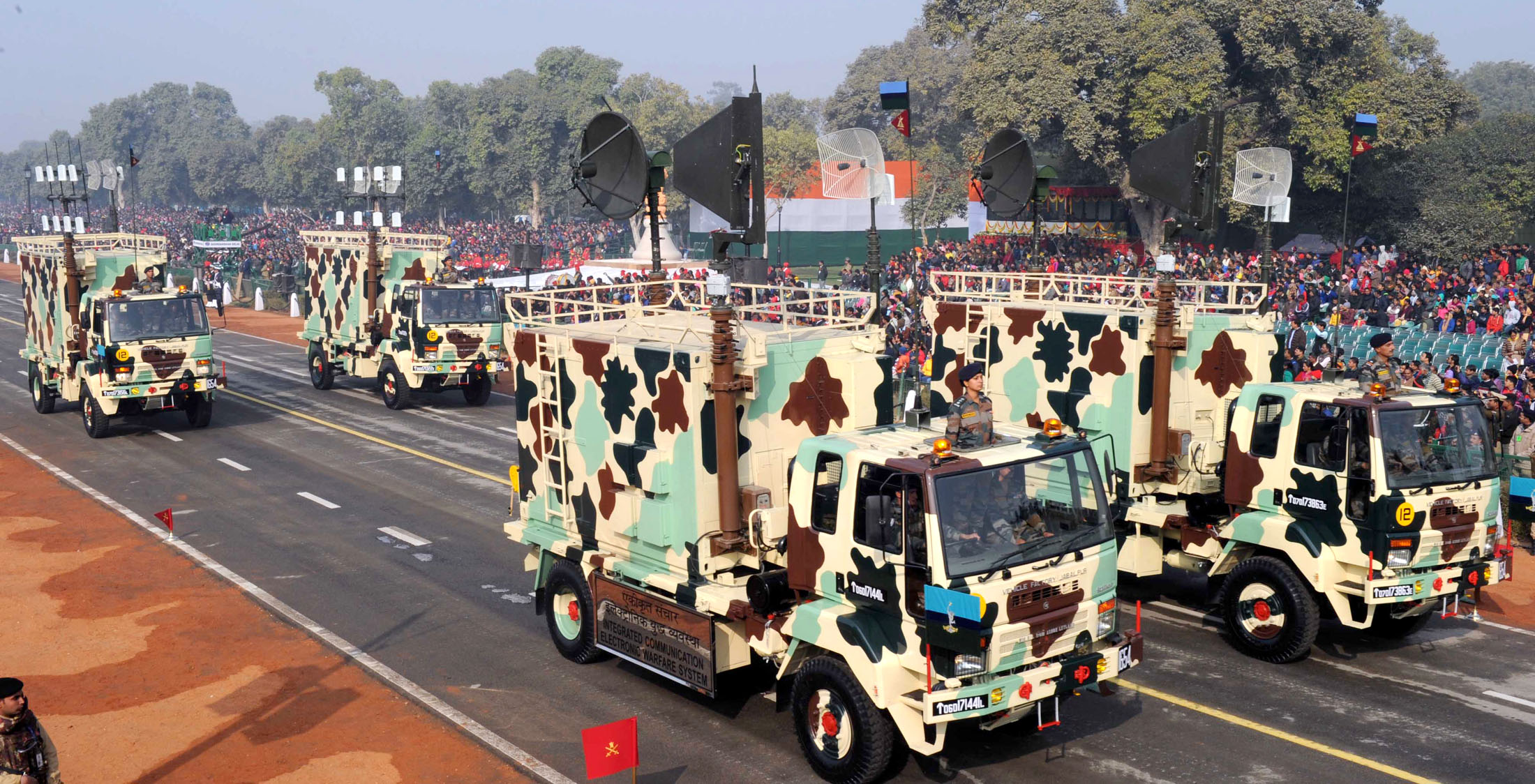
電子戦トラック
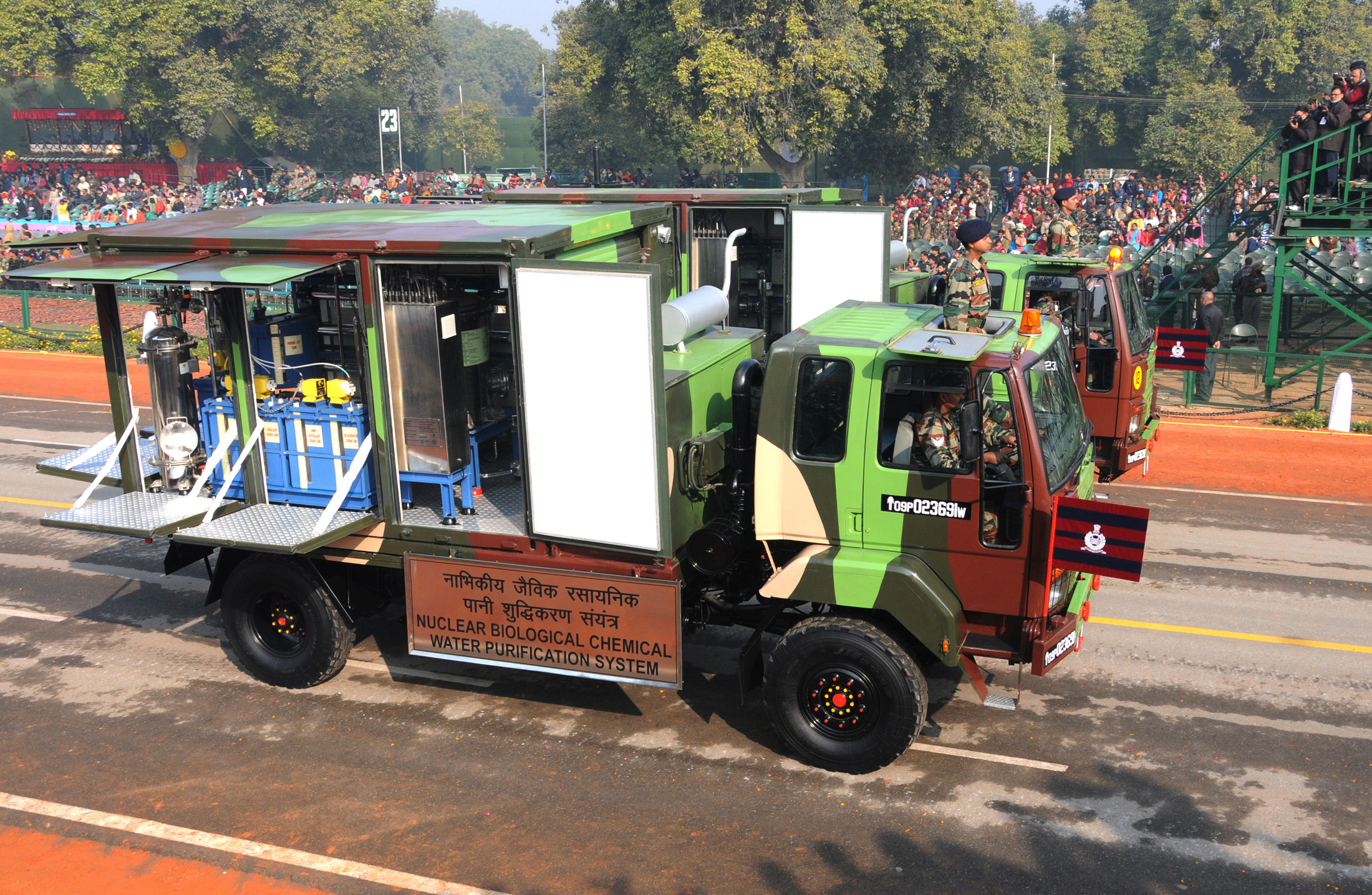
NBC車両
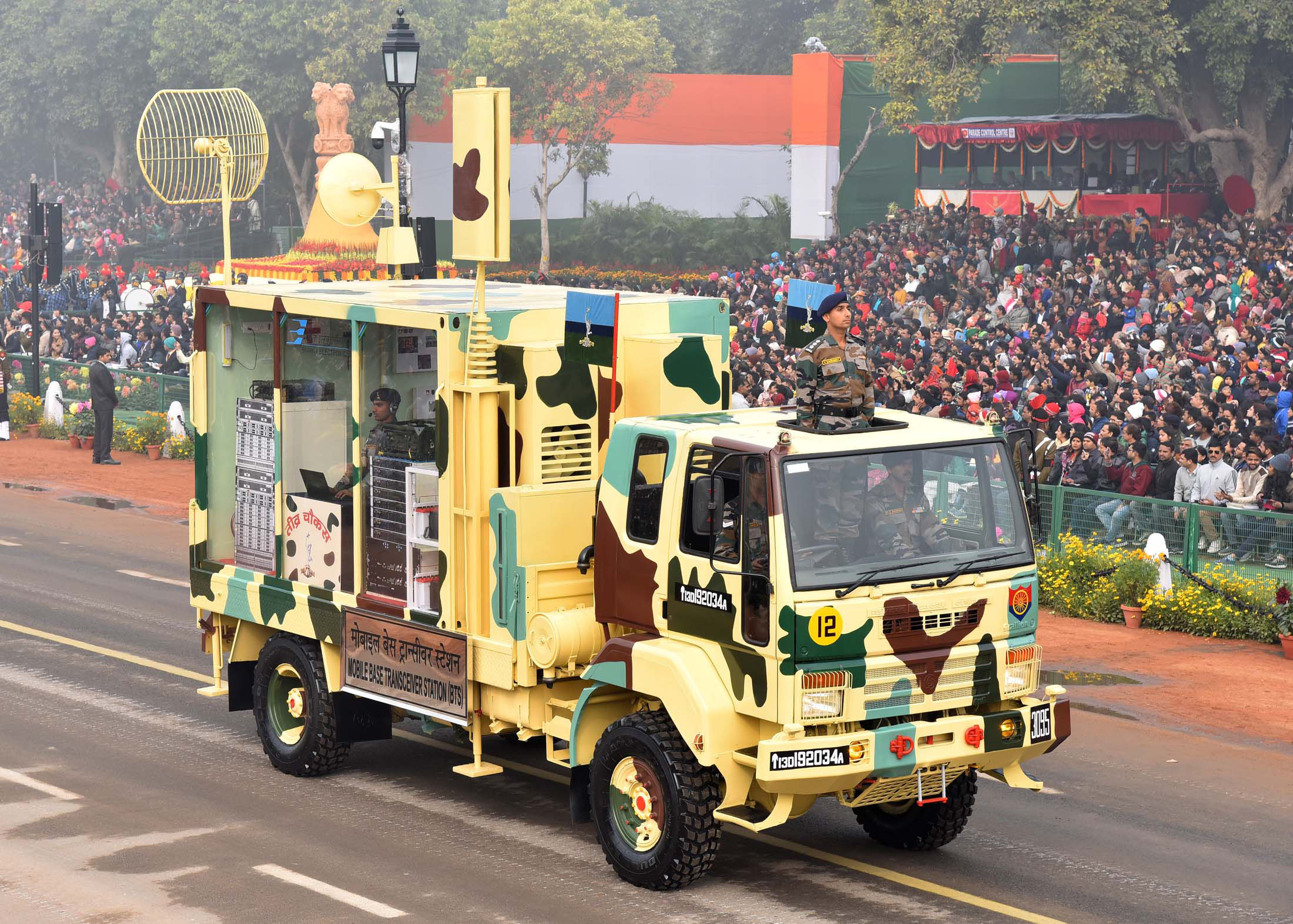
無線中継車